# Bataille de l'Hellespont (321 av. J.-C.)
Guerres des Diadoques
Batailles
Guerres des Diadoques
- Hellespont
- Orcynia
- Crétopolis
- Paraitacène
- Gabiène
- Gaza
- Guerre babylonienne
- Salamine de Chypre
- Rhodes
- Ipsos
- Couroupédion

La bataille de l'Hellespont oppose au printemps 321 av. J.-C. en Phrygie hellespontique Eumène de Cardia à Cratère, allié à Néoptolème, dans le contexte de la première guerre des Diadoques entre le régent Perdiccas et une coalition de généraux macédoniens. Eumène parvient à vaincre et à tuer ses deux prestigieux adversaires.

## Contexte historique
La mort d'Alexandre le Grand en 323 av. J.-C. laisse son empire dans un état de troubles politiques, entre des généraux loyaux à la dynastie argéade et d'autres revendiquant l'indépendance. Perdiccas, le chiliarque de l'empire, suscite par sa volonté hégémonique une coalition réunissant principalement Antipater, Cratère, Ptolémée et Antigone.
Quand le conflit éclate entre les Diadoques en 322, Eumène de Cardia est chargé par Perdiccas de contenir en Asie mineure, avec l'aide de Néoptolème, les armées d'Antipater et de Cratère soutenues par la flotte commandée par Antigone. Après avoir organisé l'administration de sa satrapie de Cappadoce, Eumène retrouve en effet Perdiccas et les rois en Cilicie au cours de l’hiver 322-321. Le chiliarque lui ordonne alors de retourner en Cappadoce car il a alors besoin d'une personne de confiance qui puisse surveiller les agissements de Néoptolème en Arménie. C’est à son retour qu’Eumène décide de recruter un grand nombre de cavaliers indigènes. Cette levée semble avoir eu un intérêt sous-jacent. Eumène cherche à se doter d’un corps de cavalerie qui puisse accroître sa puissance militaire. Mais il entend également faire contrepoids à l’infanterie macédonienne ; en effet selon Plutarque le corps des cavaliers sert d’antitagma à la phalange, car celle-ci ne manifeste pas une grande loyauté envers le « scribe grec ».

## Victoire d'Eumène contre Néoptolème
Le titre de stratège autokrator confère à Eumène le commandement des armées d’Asie Mineure qui est encore à cette époque sous le contrôle d’Alcétas et de Néoptolème. Ce qui pose de grandes difficultés : Alcétas refuse d’abord de prendre part à l’expédition car ses soldats « auraient honte de combattre contre Antipater [ et ] n’avaient que bons sentiments pour Cratère ». Néoptolème, chef des hypaspistes sous Alexandre, n'a jamais témoigné de considération pour « Eumène le scribe ». Les deux hommes se sont en outre opposés après que Perdiccas eut chargé Eumène de le surveiller dans sa satrapie d’Arménie. Néoptolème n’a aucune réticence à accepter les propositions de ralliement faites par Antipater puis à détourner une grande partie de la phalange macédonienne ; Eumène reçoit également des ambassadeurs du régent mais refuse toute négociation. Néoptolème et Eumène finissent donc par se livrer bataille en Phrygie hellespontique au printemps 321. Eumène a renforcé son infanterie déficiente par un fort contingent de cavaliers cappadociens.
Plutarque écrit : « (…) Bien que son infanterie fut d’abord battue, Eumène mit Néoptolème en déroute grâce à sa cavalerie, lui prit ses bagages et, lançant ses cavaliers en masse à la poursuite de la phalange débandée, il la força à déposer les armes et à jurer de combattre désormais sous ses ordres ». Ce passage est complété par un fragment d’Arrien. Ce fragment est parfois attribué à tort à la bataille contre Cratère ; mais comme l’a démontré Alan B. Bosworth, ce fragment décrit bien la première bataille livrée à Néoptolème.
Eumène aurait selon Arrien remporté la victoire en plaçant la cavalerie légère derrière son infanterie et en parvenant à s'emparer des bagages des phalangites qu'il rallie à sa cause. Néoptolème parvient tout de même à s’échapper avec 300 cavaliers auprès de Cratère. Antipater tente sans succès de conclure une nouvelle fois une alliance avec Eumène. Il est donc décidé que Cratère et Néoptolème marcheraient contre lui, tandis qu’Antipater gagnerait la Cilicie pour combattre Perdiccas.

## Déroulement
La bataille décisive se déroule dix jours après celle livrée entre Eumène et Néoptolème. Prévenu de l’arrivée imminente de Cratère, Eumène peut regrouper son armée, mais certainement pas organiser une levée de cavalerie comme l’écrit Diodore. Eumène utilise habilement le mythe d'Alexandre auprès de la troupe : « Deux Alexandre » lui seraient apparus en songe, l’un protégé par Athéna, l’autre par Déméter et se livrent un combat à l’issue duquel est vaincu le protégé d’Athéna. Eumène donne donc pour mot d’ordre « Déméter et Alexandre » et demande à ses soldats de se couronner d’épis de blé, symbole de la déesse. De cette manière, il capte à son profit le prestige d’Alexandre et galvanise la troupe.
Cratère dispose de 20 000 fantassins, majoritairement macédoniens, et de 2 000 cavaliers. Eumène lui oppose 20 000 fantassins de « toutes origines », dont les phalangites ralliés, et 5 000 cavaliers grâce auxquels il compte remporter la victoire. Eumène ne range sur son aile gauche aucun Macédonien car ceux-ci n’auraient pas osé combattre Cratère, le fidèle d'Alexandre. Eumène aurait même caché aux Macédoniens que leur adversaire est mené par Cratère en personne.
Eumène ordonne aux cavaliers asiatiques, commandés par Pharnabaze et Phénix de Ténédos, de charger immédiatement l’aile droite où se trouve Cratère afin d'empêcher celui-ci d'envoyer un héraut inciter ses troupes à faire défection. Cratère est tué dès le début des combats. Eumène et Néoptolème, qui sont devenus des ennemis personnels, se cherchent sur le champ de bataille pour un combat singulier au cours duquel Néoptolème est tué.
La phalange macédonienne négocie une trêve laissant la victoire à Eumène. Il fait élever un trophée sur le champ de bataille, peut-être en sa qualité de Grec car cet usage n’est pas en vigueur chez les Macédoniens. Étant donné leur amitié passée et le prestige du tuteur des rois, Eumène organise une cérémonie funéraire en l’honneur de Cratère et fait rapatrier son corps à son épouse en Macédoine.

## Conséquences
La trêve n'est pas respectée par les phalangites qui, ayant reçu l’autorisation de se ravitailler, en profitent pour s’échapper auprès d’Antipater. Dès que l’armée d’Égypte a appris la mort de Cratère et de Néoptolème, Eumène est condamné à la peine capitale et déclaré ennemi des Macédoniens par une « assemblée de l’armée ». Cette condamnation est confirmée par le conseil de Triparadisos du printemps 321 av. J.-C., à l'issue duquel Antigone est désigné stratège d’Asie par la régence, à charge pour lui de vaincre Eumène. Mais la mort d'Antipater en 319 et l’avènement de Polyperchon à la régence de Macédoine, change la donne.

### Sources antiques
- Diodore de Sicile, Bibliothèque historique [détail des éditions] [lire en ligne].
- Justin, Abrégé des Histoires philippiques de Trogue Pompée [détail des éditions] [lire en ligne].
- Plutarque, Vies parallèles [détail des éditions] [lire en ligne].